# Xã Cropsey, Quận McLean, Illinois
Xã Cropsey (tiếng Anh: Cropsey Township) là một xã thuộc quận McLean, tiểu bang Illinois, Hoa Kỳ. Năm 2010, dân số của xã này là 222 người.